# 万水泉镇
万水泉镇，是中华人民共和国内蒙古自治区包头市青山区下辖的一个乡镇级行政单位，实际由稀土高新区管理。

## 行政区划
万水泉镇下辖以下地区：
同官村、黄草洼村、小召湾村、交界营子村、一分公司社区、二分公司社区、三分公司社区、四分公司社区、五分公司社区、六分公司社区、七分公司社区、八分公司社区、九分公司社区、十分公司社区、十一分公司社区、十二分公司社区、牛队社区、服务厂社区、红旗二连社区、红旗三连社区、红旗六连社区、红旗场部社区和东尼化工社区。